# Rover lunaire
Pour un article plus général, voir astromobile.
Un rover lunaire est un véhicule d'exploration spatiale de type astromobile, conçu pour se déplacer sur la surface de la Lune. 
Certains rovers sont conçus pour transporter des membres d'un équipage de vol spatial habité, tels que le LRV du programme Apollo ; d'autres sont des robots partiellement ou totalement autonomes, tels que les Lunokhods soviétiques et Yutu chinois. 
Cinq pays ont placé des rovers sur la Lune : l'Union soviétique, les États-Unis la Chine, l'Inde et le Japon.

## Missions effectuées

### RoverlunaireApollo

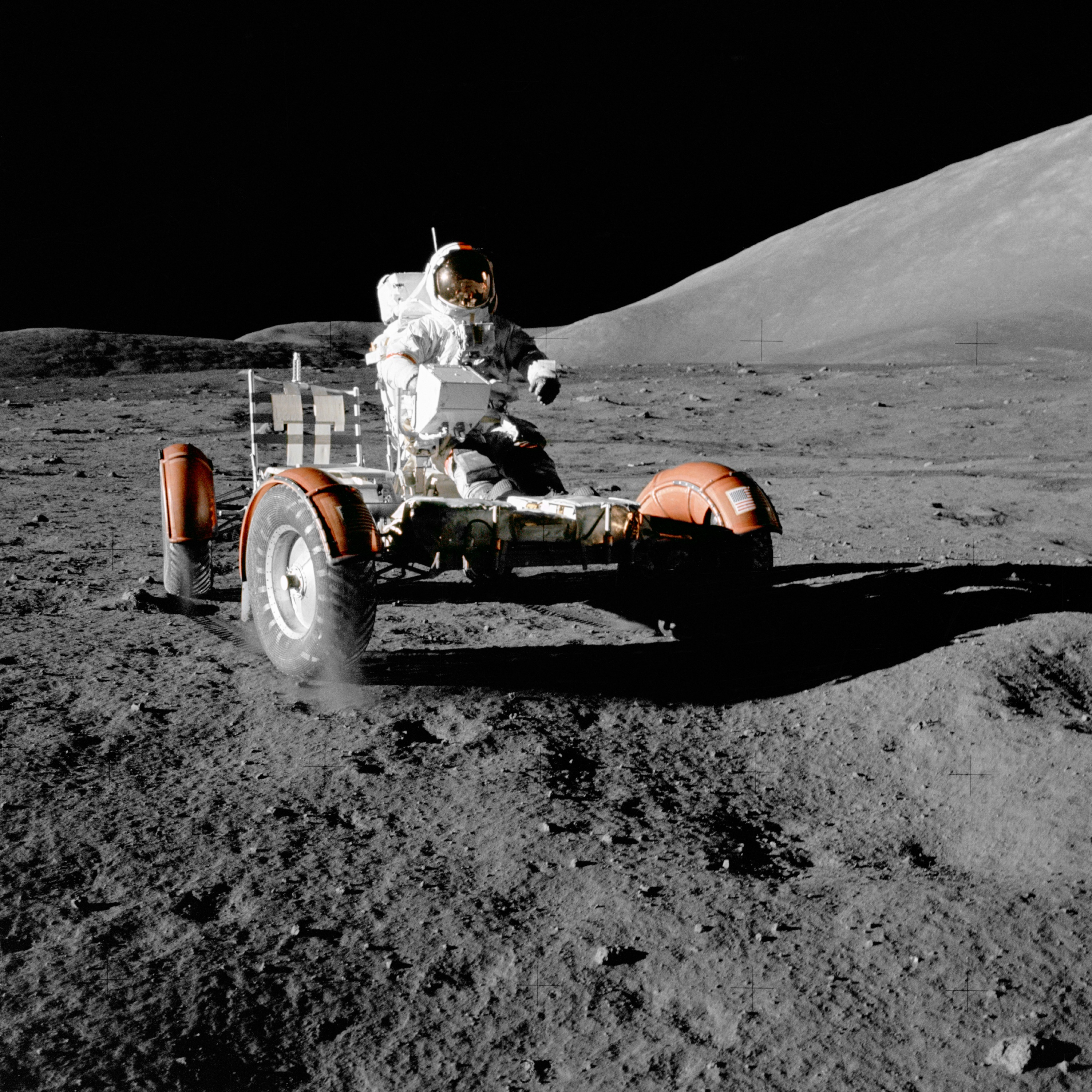
Eugene Cernan conduisant un rover lunaire lors de la mission Apollo 17 avant son assemblage final (les caméras et antennes ne sont pas installées).

Le rover lunaire Apollo est une astromobile fabriquée à quatre exemplaires pour l'agence spatiale américaine (NASA), utilisé par les astronautes au cours des missions Apollo pour explorer la surface de la Lune. Il roula pour la première fois le 31 juillet 1971 dans le cadre de la mission Apollo 15 et est le premier véhicule tout-terrain conduit par un humain ailleurs que sur Terre.

### Lunokhod 1

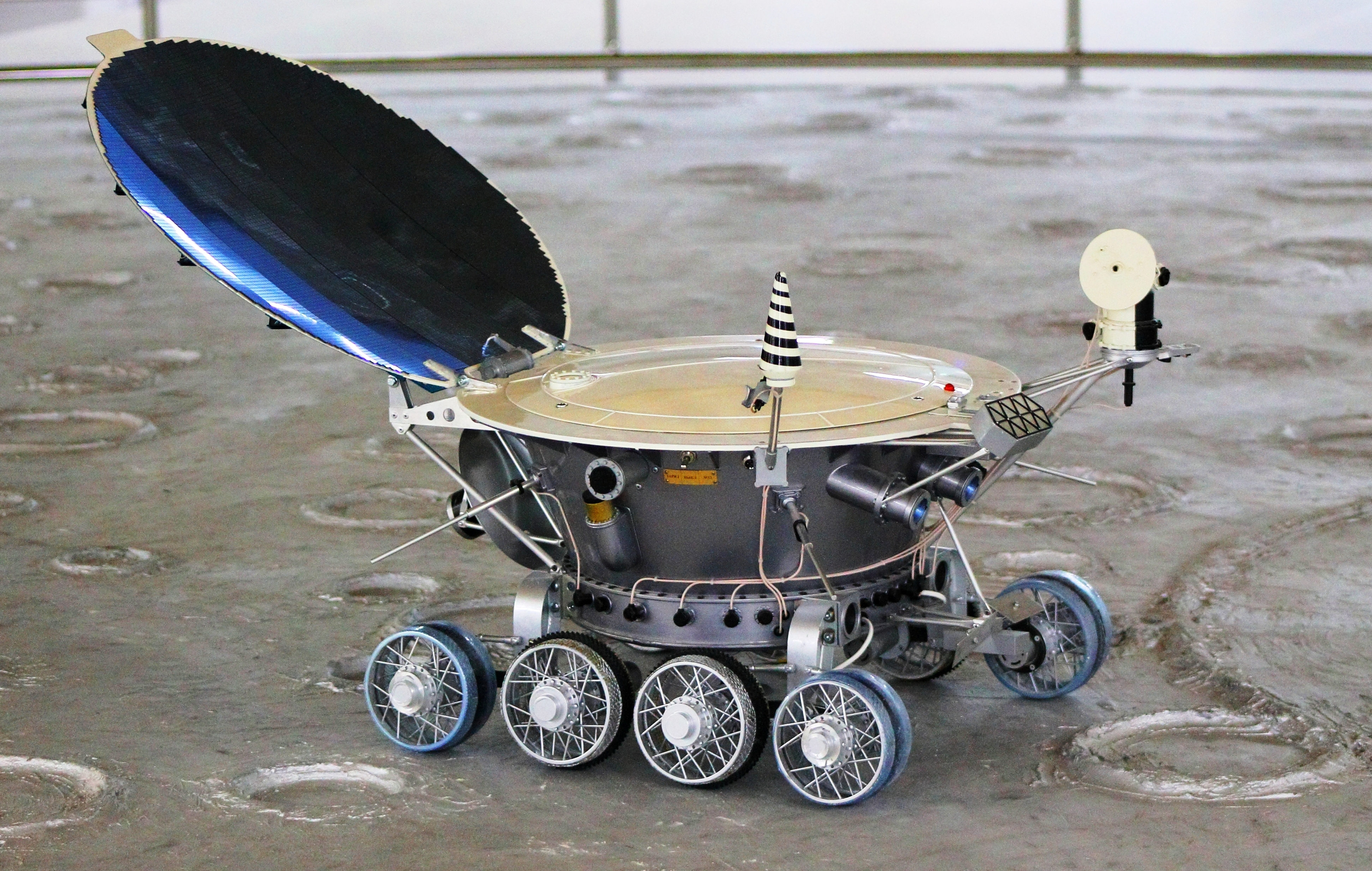
Maquette de Lunokhod 1.

En novembre 1971, Lunokhod 1 est le premier des deux rovers (astromobiles) envoyés sur la Lune par l'Union soviétique dans le cadre du programme Lunokhod. Le vaisseau qui a transporté Lunokhod 1 s'appelait Luna 17. Lunokhod a été le premier robot téléguidé depuis la Terre à se poser sur un sol extra-terrestre.

### Lunokhod 2
En 1973, Lunokhod 2 est le deuxième des deux rovers envoyés à la surface de la Lune par l'Union soviétique au cours de la mission Luna 21 dans le cadre du programme Lunokhod. 

### Yutu

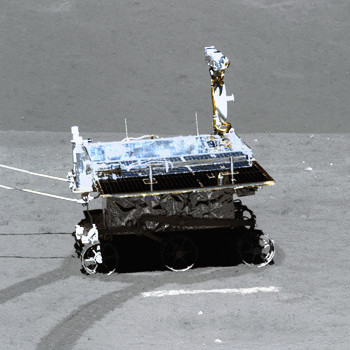
Yutu 2 photographié par Chang'e 4

Yutu est un rover lunaire automatique faisant partie de la mission chinoise Chang'e 3 sur la Lune lancé en 2013. 

### Yutu 2
Yutu 2 est un rover lunaire automatique faisant partie de la mission chinoise Chang'e 4 sur la Lune. Il a été lancé le 7 décembre 2018 avec son alunisseur, et a atteint la surface de la Lune le 3 janvier 2019. Cette mission est le premier alunissage en douceur sur la face cachée de la Lune.

### RoverPragyandeChandrayaan-3

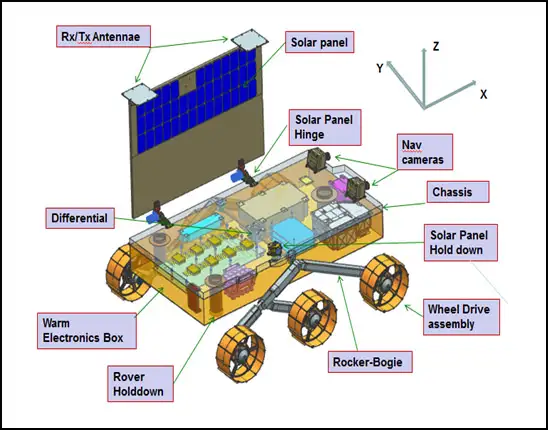
Schéma de Pragyan avec position des différents équipements et instruments.

Chandrayaan-3 est une sonde spatiale de l'agence spatiale indienne, l'Organisation indienne pour la recherche spatiale (ISRO), lancée le 14 juillet 2023. Troisième mission du programme Chandrayaan, son objectif est de recueillir des données scientifiques sur la Lune, elle comprend un atterrisseur et un petit astromobile.
La sonde spatiale se pose le 23 août 2023 à la surface de la Lune non loin du pôle Sud.
L'astromobile Pragyan, dont la masse est d'environ 26 kilogrammes, circule sur 6 roues. Sa conception reprend celle du rover américain Sojourner déployé à la surface de la planète Mars par la mission de la NASA Mars Pathfinder en juillet 1997. Le châssis de l'astromobile abrite toute l'électronique. Les images stéréo prises par des caméras de navigation fixées à l'avant du châssis sont utilisées pour la navigation. Les communications avec la Terre transitent par l'atterrisseur. Des panneaux solaires lui fournissent 50 watts. Il est conçu pour pouvoir parcourir 500 mètres.

### Sora-QetLEV
Un deuxième exemplaire du robot transformable Sora-Q est embarqué à bord de SLIM, accompagné du robot sauteur LEV-1, tous deux étant des démonstrateurs technologiques.

### RoverJinchandeChang'e 6
Jinchan, un mini rover, est embarqué à bord de Chang'e 6 en 2024.

## Missions ayant échoué

### Lunokhod 201
Ce rover Lunokhod est détruit lors de son lancement le 19 février 1969.

### RoverPragyandeChandrayaan-2
Astromobile embarqué par l’atterrisseur Chandrayaan-2. L’atterrisseur s'est écrasé à la suite d'une perte de contact, détruisant le rover avec lui.

### Rashid 1etSora-Q
Le rover Rashid 1 et le robot transformable Sora-Q, embarqués à bord de l'atterrisseur privé japonais Hakuto-R M1, sont détruits lors du crash de l'appareil sur la Lune.

### Iris
Iris, un petit rover développé par l'Université Carnegie-Mellon, embarqué par l'atterrisseur Peregrine Mission One, est détruit lors de la rentrée dans l'atmosphère terrestre de l'atterrisseur.

## Missions prévues

### Asagumo
Asagumo est un petit robot marcheur qui doit être embarqué par l'atterrisseur Peregrine.

### VIPER
VIPER doit être déposé sur la Lune par l'atterrisseur Griffin.

## Missions en projet

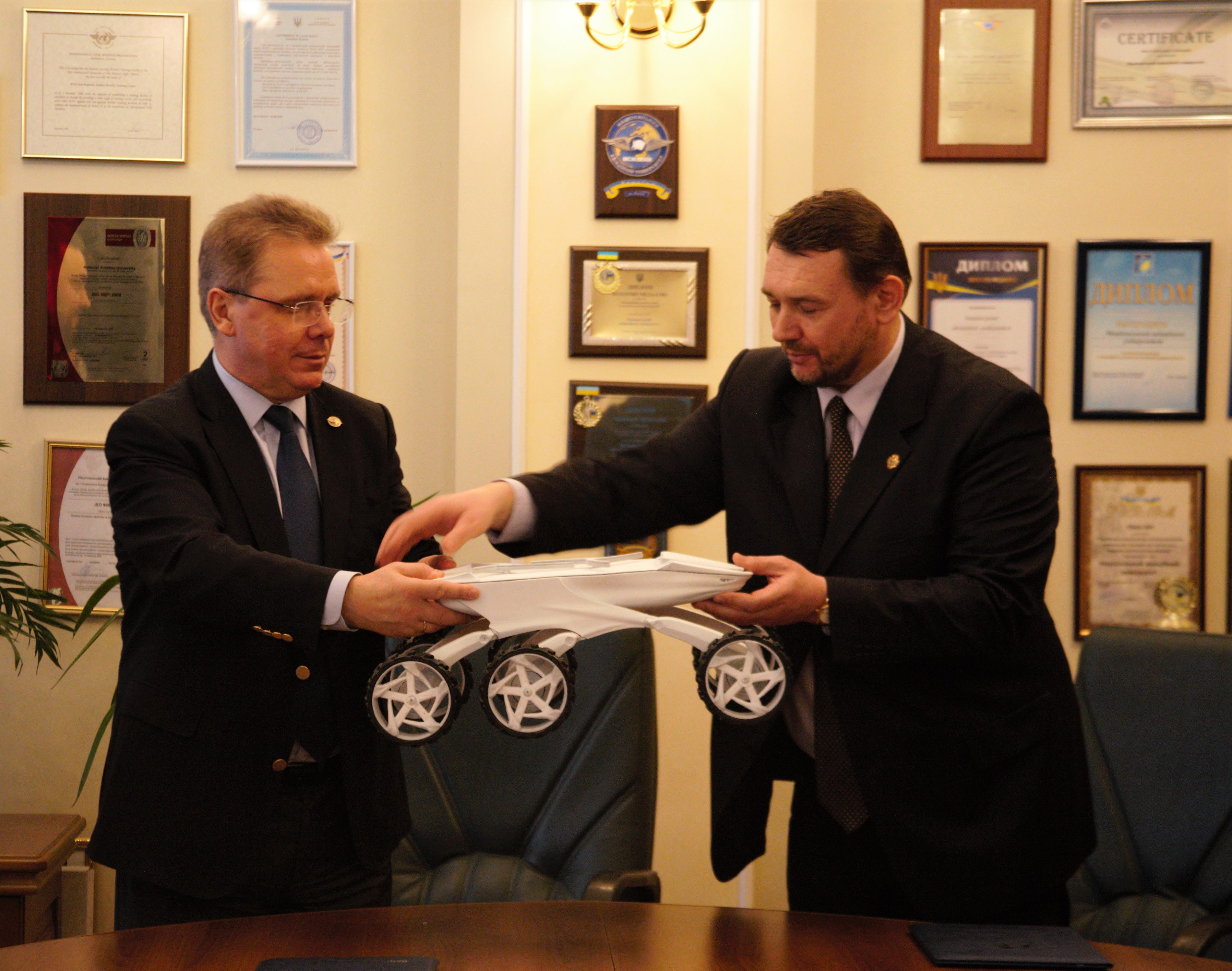
Projet ukrainien privé de rover lunaire MS-6X.

### Lunar Polar Exploration
Lunar Polar Exploration est une mission conjointe entre la JAXA et l'ISRO visant à envoyer un rover explorer les régions polaires de la Lune afin d'y étudier la glace d'eau présente.

### Lunar Terrain Vehicle
Ce véhicule est le successeur du rover lunaire Apollo et est prévu pour le programme Artemis. Il doit en plus embarquer des instruments scientifiques et un bras manipulateur télécommandé.

### Luna-Grunt
Véhicule embarqué avec la mission Luna 28 (Luna-Grunt) du programme Luna russe.

### Scarab
La mission américaine d'exploration lunaire Scarab doit éventuellement emporter un rover.

### Space Exploration Vehicle
Le rover Space Exploration Vehicle est un concept de véhicule modulaire pressurisé étudié par la NASA dans les années 2010.

### Lunar Cruiser
Le rover pressurisé Lunar Cruiser est développé par la JAXA et Toyota pour le programme Artemis.

## Missions annulées

### Lunokhod 3
Lunokhod 3 devait être le quatrième Lunokhod. Il est annulé pour raisons budgétaires.

### ATHLETE
ATHLETE est un concept de rover à six roues placées au bout de six pattes articulées. Il a été étudié par la NASA au début des années 2010.